# 约韦里·穆塞韦尼
约韦里·卡古塔·穆塞韦尼（1944年8月15日—），乌干达政治人物，总统。曾参与推翻当时总统伊迪·阿敏（1971－1979年）的战争，以及导致米尔顿·奥博特总统（1980－1985年）让位的叛乱。
烏干達獨立数十年来，政府管理不善，叛乱和内战频仍。穆塞韦尼上任后，使乌干达的局势稳定下来，经济得以发展（除北部地区）。穆塞韦尼政府也使乌干达成为非洲防治艾滋病成效最大的国家之一，受到西方世界赞誉；但他在任期内，介入刚果民主共和国内战以及其他非洲大湖地区的冲突，損及他的名譽。圣灵抵抗军在乌干达北部的叛乱使局势不稳，并继续成为世界上其中一个最严重的人道危机。穆塞韦尼政府最近的一些做法，例如在2006年选举前，取消总统任期限制，以及对政敌的骚扰，引起了当地政治评论人士乃至国际社会的关注。
2014年接受美國CNN電視獨家訪問時，他透露個人的觀感：「同性戀者是很噁心的」，在烏干達，同性戀是刑事罪行，「犯罪」者會被判至多十四年監禁。 在穆塞韦尼看来，性行为是个选择问题，同性恋是“非自然”的，不能算作是人权。穆塞韦尼1996年在总统选举中首次获胜，2001年赢得连任。乌干达2005年实行多党制后，穆塞韦尼在2006年和2011年两次大选中继续获胜。2016年，他再度坐上总统宝座，但反对派指认他恐吓选民且存在舞弊行为。

## 早年生活与职业（1944－1972年）

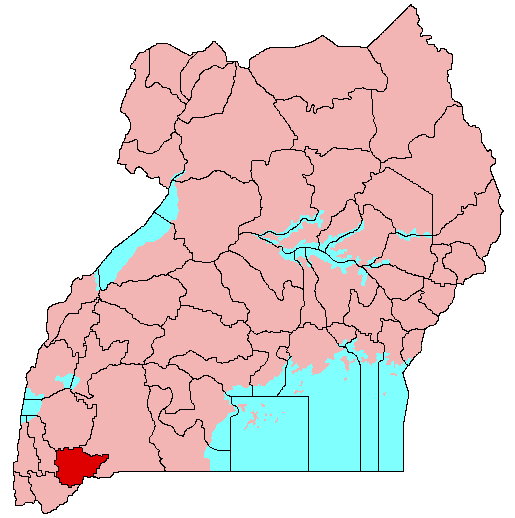
穆塞韦尼的出生地恩通加莫区在乌干达的位置

穆塞韦尼出生于乌干达西部恩通加莫区，是巴尼安科莱人。他的姓解作「第七队员之子」，以纪念第二次世界大战时，许多乌干达人参与的英国殖民军队国王非洲步枪团第七队。他的中名「卡古塔」承袭自父亲阿莫斯·卡古塔。
阿莫斯·卡古塔以畜牧为生，他与穆塞韦尼的母亲在恩通加莫结婚。卡古塔也育有萨利姆·萨利哈（男） 和瓦奥莱特·卡朱比里（女）。
穆塞韦尼曾就學於姆巴拉拉高级中学（Mbarara High School）和恩塔尔学校（Ntare School）。高中时期，他成为了再生基督徒。1967年，他进入坦桑尼亚的达累斯萨拉姆大学修读经济学和政治科学，开始进行激进的泛非政治运动。大学时期，他创立了大学生非洲革命阵线（University Students' African Revolutionary Front），并领导学生代表团前往葡属莫桑比克境内的莫桑比克解放阵线控制区。在当地，穆塞韦尼接受武裝游击训练。在左派历史学家沃尔特·罗德尼（Walter Rodney）的教导下，他完成了一篇学士论文，內容是探讨弗朗茨·法农暴力革命理论在后殖民主义时期於非洲的可行性。
1970年，穆塞韦尼加入乌干达总统米尔顿·奥博特的军事情报机关。当阿敏将军在1971年1月发动军事政变、夺权后，穆塞韦尼与包含奥博特总统在内的人流亡到坦桑尼亚。

## 推翻阿敏（1972年－1980年）
流亡坦桑尼亚反对阿敏统治的军人（主要为兰吉和阿乔利族人）在1972年9月入侵乌干达，但被击退，损失惨重。後來坦桑尼亚和乌干达两国签订和平协议，叛军被禁止在坦桑尼亚境内从事反乌國政府的活动。 随后，穆塞韦尼在坦桑尼亚北部城市莫希一所学校短暂擔任讲师。1973年，他离开主流反乌干达政府力量，组成国家拯救阵线。同年8月，他与珍妮特·卡塔哈结婚，婚後育有5名子女。
1978年10月，伊迪·阿敏总统下令入侵坦桑尼亚，以夺取卡盖拉区。从1979年3月24日至26日，穆塞韦尼和国家拯救阵线在莫希参与了流亡者和反阿敏组织举行的聚会。他们克服了意识形态的分歧，共同组成乌干达全国解放阵线，穆塞韦尼被委任为11人执行委员会成员之一，委员会主席是优素福·卢莱。其后，全国解放阵线与坦桑尼亚军队合作对乌干达军队展开反击，最终在1979年4月推翻阿敏政府。穆塞韦尼被任命为卢莱政府的国防国务部长，成为当年最年轻的部长。他在国家拯救阵线时期所招揽的数千名士兵被编入政府军队，仍然效忠穆塞韦尼，但他們後來在第二次奥博特时期的政变，扮演重要角色。
1979年6月卢莱在内斗后下台，戈弗雷·比奈萨获选为全国解放阵线的新主席。比奈萨采用与卢莱相似的方法巩固权力。11月，穆塞韦尼从国防部长调任区域合作部长，比奈萨执掌国防部。1980年5月，比奈萨在试图把国家军队参谋长奥伊特·奥乔克撤职后被软禁。实际上这是保罗·穆万加、穆塞韦尼、奥乔克和蒂托·奥凯洛发动的一次政变。之后，一个总统委员会组成，由穆塞韦尼出任副主席，该委员会迅速宣布将于12月举行大选。
这时穆塞韦尼在国内已有一定名气，他创建了一个新的政党——乌干达爱国运动，并领导该党参与大选，与其他三个政党竞争，包括前总统米尔顿·奥博特领导的乌干达人民大会党、保守党和民主党。人民大会党和民主党被视为主要的竞争者。官方结果显示人民大会党在选举中获胜，穆塞韦尼的乌干达爱国运动只获得126个席位中的一席。但选举中的一些事件，损害了选举的认受性。策划选举时，总统委员会主席保罗·穆万加支持人民大会党的意见，认为每个候选人应使用一个独立的票箱。但这被其他政党强烈反对，他们认为这会使选举更容易被操纵。选区的设置也被认为对人民大会党有利：支持人民大会党的北乌干达选区的选民人数比反人民大会党的布干达选区少。选举当天，穆万加又宣布选举结果在公布前需经他批審，这都增加了人们对选举舞弊的疑虑。落败的政党也因此拒绝承认新政权的合法性。

## 乌干达内战时期（1981年－1986年）

### 第二次奥博特时期和全国抵抗军
穆塞韦尼和他的支持者回到乌干达南部与西南部的大本营后，组成了人民抵抗军（Popular Resistance Army）。他们计划发动叛变，以推翻米尔顿·奥博特总统和其军队乌干达全国解放军。1981年2月6日，人民抵抗军在穆本德区中部发动了第一场战斗。后来，人民抵抗军与前总统优素福·卢莱的武装部队合并为全国抵抗军，并成立了新政党全国抵抗运动。此外，一些阿敏的支持者在乌干达西北部组成了其他两个反政府武装组织：乌干达全国拯救运动和前乌干达国家军队，参与反抗奥博特的战斗。
为了成立新政府，穆塞韦尼在1984年7月提出了“十大纲领”，覆盖建立民主制度、保障人身及合法财产的安全、加强国家团结、捍卫国家自主、建设独立、一体化和自给自足的经济、改进社会服务、遏止贪污和滥权、革除不平等、与其他非洲国家合作以及建立混合经济体制10个范畴，这也是全国抵抗运动的政治纲领。
截至1985年7月，国际特赦组织估计奥博特时期的冲突导致超过300,000平民死亡，美国中央情报局则估计死亡人数超过100,000。 前者从1982年起开始就乌干达的人权状况向奥博特政府提出抗议，侵犯人权的情况以卢韦罗三角地带最为严重。这段时期国际社会对奥博特政权无视人权的批评，无形中使穆塞韦尼得到更多的支持。但奥博特本人却一直坚持把卢韦罗三角的状况归咎全国抵抗军。
奥博特政府对动乱的强硬压制也使乌干达人口最多的民族──布干达族与全国抵抗军联合起来对抗全国人民大会党。

### 1985年内罗毕协定
1985年7月27日，由于乌干达人民大会党内部分裂，奥博特军队的前将领阿乔利人蒂托·奥凯洛成功发动军事政变，推翻奥博特。但穆塞韦尼和全国抵抗运动不满他们四年来的革命成果被全国解放阵线独占，而且他们认为后者在奥博特第二次执政期间侵犯人权，声誉受损。 不过全国抵抗运动最终同意由总统丹尼尔·阿拉普·莫伊领导的肯尼亚代表团主持，与全国解放阵线举行和谈。
和谈于8月26日至12月17日举行，期间讨论过程十分激烈，会后达成的停战协定随即失效。后来双方在内罗毕达成终极协议，内容包括停火、坎帕拉的非军事化、全国抵抗军与政府军的融合以及吸收全国抵抗军人员加入军事委员会， 但这些条款从未实行。
由于肯尼亚代表团缺乏对乌干达形势的深入了解，而且和谈并没有邀请一些有关的乌干达人以至国际人士参与，双方最后未能达成持久协定。穆塞韦尼遂拒绝与政府军分享权力，当时全国抵抗军有能力在军事上取得完全胜利。

### 进迫坎帕拉
和谈举行期间，穆塞韦尼尝试讨好扎伊尔总统蒙博托·塞塞·塞科，以防止扎方支持奥凯洛的武装部队。1986年1月20日，数百名忠于伊迪·阿敏的军人被扎伊尔军方护送进入乌干达境内并介入内战。这些军人曾在扎接受秘密训练，十天前获奥凯洛接触并罗致。
但这时全国抵抗军获胜的形势已不可逆转，当叛军从南方和西南方逼近首都，1月22日驻守坎帕拉的政府军开始集体离职。 25日，穆塞韦尼领导的武装部队抵达坎帕拉，全国抵抗军推翻奥凯洛政府，翌日宣布获得胜利。
1月29日，穆塞韦尼宣誓就任总统，仪式由在英国出生的彼得·艾伦法官主持。仪式结束后，穆塞韦尼说“这不只是守卫军的转变，而是根本的改变”。 他在国会外，向数千群眾保证乌干达将恢復民主，他说：“非洲的人民，乌干达的人民，有权拥有一个民主政府，这不是任何政权的恩惠。拥有最高统治权的当是大众，而不是政府。”

## 總統

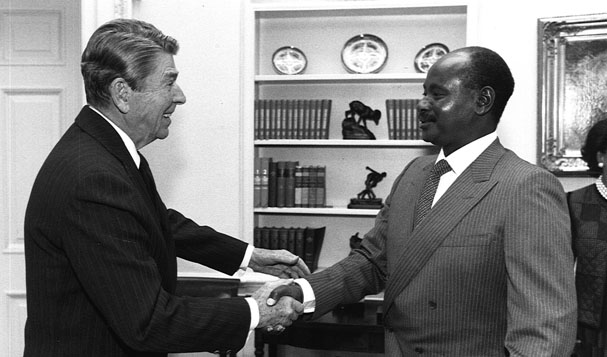
1987年10月，烏干達總統穆塞韦尼与美国总统罗纳德·里根在白宫会面。

### 政治和经济的重整
后阿敏时期的乌干达政权贪污腐败、宗派主义色彩浓厚、无法重整社会秩序、公信力低下。穆塞韦尼需要避免这些错误，以免重蹈其前任者的覆辙。全国抵抗运动宣布成立一个任期为4年的过渡政府，其族群基础比以往更为广阔，不同派别在政府的代表都由穆塞韦尼亲自挑选。
穆塞韦尼政权又以派系冲突频繁为由，限制各政党及它们的支持者活动。在新体制下，政党的存在没有被禁止，但政党不能直接指派候选人参加选举。穆塞韦尼在这个体制下，要求所有乌干达人民对其效忠，这个体制就是乌干達近20年来的政治基石。
1986年新政府成立后，「全国抵抗运动委员会」代行临时议会职能， 负责管理地区事务，包含确保定价商品的平均分配。委员由各乡直接选出，这是乌干达人民数十年来经历程度不一的独裁统治后，首次体验直接民主选举。
新政府在国际间获得广泛支持，饱受内战所破坏的经济也在穆塞韦尼推行的一系列政策下出现起色。这些政策主要针对重点问题如恶性通货膨胀和国际收支，並放弃了他的马克思主义理想，采用了世界银行和国际货币基金组织倡议的新自由主义经济措施。
1987年，乌干达开始参与国际货币基金组织的经济复苏计划，计划目的包括恢復市場经济以刺激投资、就业率和出口的增长；鼓励贸易和增加贸易货物的种类（主要强调刺激出口）；去除官僚系统中，保护公营企业的措施，以促进经济持續增长和发展私营企業；在各阶层，使贸易自由化。

### 地区关系和冲突
1986年1月后，穆塞韦尼继续担任全国抵抗军的最高统帅。莫伊领导的肯尼亚政府，起初怀疑全国抵抗运动政府支持该国的异见组织。1987年下半年，兩军更在边城布西亚对峙，这时肯、乌两国的紧张关系达到顶点。如果肯尼亚关闭边境，乌干达的经济将会受到严重损害，因为作为内陆国家的乌干达需要使用肯尼亚蒙巴萨的港口进出印度洋。
在对抗奥博特期间，全国抵抗军不论国籍招募任何愿意战斗的人。许多居于乌干达的卢旺达流亡者曾受到奥博特政权的迫害，这促使他们加入全国抵抗军的编制。穆塞韦尼掌权后数年，乌干达武装部队的发薪名单中仍有几千名卢旺达人。1990年9月30日夜晚，全国抵抗军军中约4,000名卢旺达士兵秘密离开军营，加入其他武装力量从乌干达攻入卢旺达。那时卢旺达爱国阵线其实有大量成员以秘密小组形式在全国抵抗军中活动。
卢旺达爱国阵线（简称爱阵）是一个由卢旺达流亡者组成的组织，致力于对抗与穆塞韦尼和全国抵抗运动有联系的朱韦纳尔·哈比亚利马纳政府，爱阵的领导人如弗雷德·鲁维甘巴和保罗·卡加梅都是全国抵抗运动的创始成员。战火爆发时，穆塞韦尼和哈比亚利马纳正在美国参与联合国会议。有观点认为：爱阵选择这个时机，是为了让穆塞韦尼与他们的行动保持距离，直至无法阻止他们。卢旺达政府军在比利时、法国和扎伊尔的大规模援助之下，才击退叛军。
穆塞韦尼被指责共谋、参与这次入侵，或在入侵时未拘束其军队。爱阵其后遁迹于乌卢两国边境的维龙加山。哈比亚利马纳指控乌干达容许爱阵使用其领土为后方基地，遂炮轰位于边境地区的乌干达村庄作为回应，乌干达方面亦有还击。双方的交火使6万多人逃离家园。虽然两国在商议安全协议的过程中，均同意在交界地帶实行合作防御，但再次冒起的爱阵在1992年底已攻占卢旺达北部的大部分领土。1994年4月，卢旺达总统哈比亚利马纳和布隆迪总统恩塔里亚米拉乘坐的飞机在基加利机场上空被击落，引发了导致800,000人死亡的卢旺达大屠杀。爱阵在乌干达军队的协助下，乘势攻占基加利并掌权。
1995年4月，乌干达中断与苏丹的外交关系，以抗议喀土穆对活跃于乌干达北部的叛军圣灵抵抗军的支持。对此，苏丹亦指乌干达支持该国叛军苏丹人民解放军。两个反政府武装都被怀疑活动于乌苏两国的边境地区。乌干达和苏丹的争端至少可追溯至1988年。乌干达难民在阿敏和奥博特执政期间，聚居于苏丹南部。穆塞韦尼1986年掌权后，这些难民之中，许多都参与了乌干达的反政府武装，包括尼罗河西岸阵线和后来的圣灵抵抗军。在一段长时间内，穆塞韦尼政府视苏丹为对乌干达安全的最大威胁。

### 内部安全和人权
全国抵抗运动掌权后，承诺回复治安和尊重人权，穆塞韦尼之前制定的“十大纲领”也有涉及这两点，他在誓词中提到：
|  | 我们纲领的第二点是保障人身及合法财产的安全。乌干达国内的每一个人无论选择居住在哪里，他的安全都一定要得到绝对的保障。任何威胁我们人民的安全的个人或组织都一定会被毫不留情地击溃。乌干达的人民应该只会因为我们所不能控制的自然因素而死，而不是因为在我们的土地上继续行动的其他人类。 |

虽然穆塞韦尼已成为坎帕拉新政府的首脑，但全国抵抗运动的影响力尚未能遍及全国，还面对着一些叛乱活动。自从穆塞韦尼的总统任期开始，他便得到来自南部和西南部地区的大力支持，这些以班图族人为主的地区是穆塞韦尼的根据地。为了取得东北部的一个向来缺乏政治影响力的族群──卡拉莫琼人的支持，穆塞韦尼尝试招揽该族人进入政府。但更难以处置的是沿苏丹边界的北部地区。

### 多次連任
1996年，首次舉行直接普選的總統選舉，結果穆塞韦尼以74.2%當選；他於2001年以69.33%成功連任。
2006年廢除連任限制，其後以59.26%第三次當選，再次連任。2011年以68.38%第四次當選總統，成功連任。2016年總統選舉公布結果前，軟禁其競爭者貝西傑，以60.62%得票率成功連任。2021總統選舉之前取消總統候選人年齡上限為75歲的限制並以58.64%得票率再次連任。

### 书籍
- 约韦里·穆塞韦尼，《Sowing the Mustard Seed: The Struggle for Freedom and Democracy in Uganda》，Macmillan Education，1997年，ISBN 0-333-64234-1
- 约韦里·穆塞韦尼，《What Is Africa's Problem?》，明尼苏达大学出版社，2000年，ISBN 0-8166-3278-2
- 翁多加·奥里·阿马扎，《Museveni's Long March from Guerrilla to Statesman》，Fountain Publishers，ISBN 9970-02-135-4

### 网站
- The War in the Bush （页面存档备份，存于），GlobalSecurity.org
- 乌干达选举 （页面存档备份，存于），非洲选举资料库
- Third term bid irks donors （页面存档备份，存于），News from Africa，2005年5月12日
- 人权监察网站 （页面存档备份，存于）
- 乌干达出版自由 （页面存档备份，存于）
- 约韦里·穆塞韦尼总统简历 （页面存档备份，存于），BBC新闻，2001年3月1日
- In Uganda, when does brash talk radio become sedition? （页面存档备份，存于），Christian Science Monitor，2005年8月23日

### 学术论文
- Uganda, 1979–85: Leadership in Transition, Jimmy K. Tindigarukayo, The Journal of Modern African Studies, Vol. 26, No. 4. (Dec., 1988), pp. 607–622. (JSTOR)
- Neutralising the Use of Force in Uganda: The Role of the Military in Politics, E. A. Brett, The Journal of Modern African Studies, Vol. 33, No. 1. (Mar., 1995), pp. 129–152. (JSTOR)
- Called to Account: How African Governments Investigate Human Rights Violations, Richard Carver, African Affairs, Vol. 89, No. 356. (Jul., 1990), pp. 391–415. (JSTOR)
- Uganda after Amin: The Continuing Search for Leadership and Control, Cherry Gertzel, African Affairs, Vol. 79, No. 317. (Oct., 1980), pp. 461–489. (JSTOR)
- Social Disorganisation in Uganda: Before, during, and after Amin, Aidan Southall, The Journal of Modern African Studies, Vol. 18, No. 4. (Dec., 1980), pp. 627–656. (JSTOR)
- Ugandan Relations with Western Donors in the 1990s: What Impact on Democratisation?, Ellen Hauser, The Journal of Modern African Studies, Vol. 37, No. 4. (Dec., 1999), pp. 621–641. (JSTOR)
- Reading Museveni: Structure, Agency and Pedagogy in Ugandan Politics, Ronald Kassimir, Canadian Journal of African Studies, Vol. 33, No. 2/3, Special Issue: French-Speaking Central Africa: Political Dynamics of Identities and Representations. (1999), pp. 649–673. (JSTOR)
- Uganda: The Making of a Constitution, Charles Cullimore, The Journal of Modern African Studies, Vol. 32, No. 4. (Dec., 1994), pp. 707–711. (JSTOR)
- Uganda's Domestic and Regional Security since the 1970s, Gilbert M. Khadiagala, The Journal of Modern African Studies, Vol. 31, No. 2. (Jun., 1993), pp. 231–255. (JSTOR)
- Exile, Reform, and the Rise of the Rwandan Patriotic Front, Wm. Cyrus Reed, The Journal of Modern African Studies, Vol. 34, No. 3. (Sep., 1996), pp. 479–501. (JSTOR)
- Operationalising Pro-Poor Growth, A Country Case Study on Uganda, John A. Okidi, Sarah Ssewanyana, Lawrence Bategeka, Fred Muhumuza, October 2004
- "New-Breed" Leadership, Conflict, and Reconstruction in the Great Lakes Region of Africa: A Sociopolitical Biography of Uganda's Yoweri Kaguta Museveni, Joseph Oloka-Onyango, Africa Today - Volume 50, Number 3, Spring 2004, pp. 29–52 (Project MUSE)
- "No-Party Democracy" in Uganda, Nelson Kasfir, Journal of Democracy - Volume 9, Number 2, April 1998, pp. 49–63 (Project MUSE)
- "Explaining Ugandan intervention in Congo: evidence and interpretations", John F. Clark, The Journal of Modern African Studies, 39: 261–287, 2001 (Cambridge Journals) （页面存档备份，存于）
- "Uganda's 'Benevolent' Dictatorship", J. Oloka-Onyango, University of Dayton website
- "The Uganda Presidential and Parliamentary Elections 1996", James Katorobo, No. 17, Les Cahiers d'Afrique de l'est
- "Hostile to Democracy: The Movement System and Political Repression in Uganda" （页面存档备份，存于）, Peter Bouckaert, Human Rights Watch, 1 October 1999
- Protracted conflict, elusive peace - Initiatives to end the violence in northern Uganda, editor Okello Lucima, Accord issue 11, Conciliation Resources, 2002
  - Profiles of the parties to the conflict （页面存档备份，存于）, Balam Nyeko and Okello Lucima
  - Reaching the 1985 Nairobi Agreement （页面存档备份，存于）, Bethuel Kiplagat

### 访问
- 与约韦里·卡古塔·穆塞韦尼的对话， 对外关系委员会，2005年9月21日
- CTV访问 （相关文章[永久]），2002年8月
- IRIN访问 （页面存档备份，存于），2005年6月9日
- BBC访问 （页面存档备份，存于），2005年7月